# 非奈西林
非奈西林（英语：Pheneticillin）是一种窄谱青霉素类抗生素，用于治疗呼吸道和皮肤感染。该药物主要用于儿童，在脾脏切除或功能不良后预防感染。该药物未经FDA批准用于美国。
该药品面临市场淘汰的风险，因为制药行业更喜欢使用更赚钱的广谱替代品。最后一家生产商葛兰素史克在2005年也想放弃该药品。最终，荷兰的小型制药公司Ace Pharmaceuticals接手了该药品的生产。然而，重新建立所有基于原始注册数据的生产步骤证明是一项巨大的挑战。